# Leet

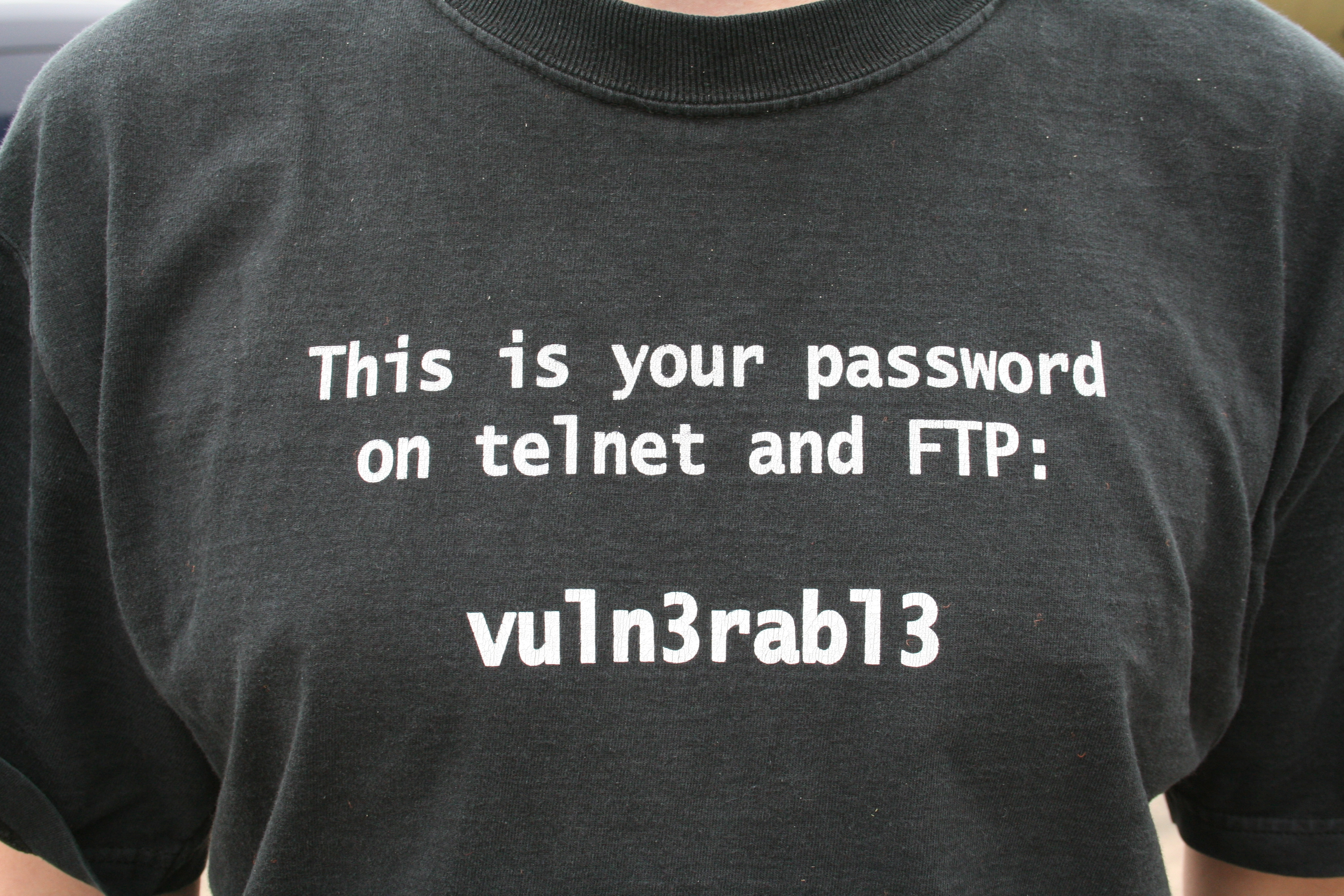
Una maglietta che raffigura il leet

Il leet (o anche l33t, 31337 o 1337) è una forma codificata di inglese caratterizzata dall'uso di caratteri non alfabetici al posto delle normali lettere (scelte per la semplice somiglianza nel tratto) o piccoli cambi fonetici.
Il termine ha origine dalla parola "élite", che in inglese si pronuncia in modo simile a "leet", e si riferisce al fatto che chi usa questa forma di scrittura si distingue da chi non ne è capace.

## Storia
Il leet affonda le sue radici nella sottocultura di Internet, e in particolare in IRC. Qui gli utenti scrivevano messaggi velocemente e senza badare ad errori di battitura (teh al posto di the era uno dei più frequenti). Altre volte l'intenzione era quella di far comprendere certi messaggi solo a certi utenti anche in una stanza pubblica. Il leet nasce anche dall'esigenza di memorizzare password di senso compiuto (quindi facili da ricordare) ma difficilmente riconoscibili.
Inoltre i SysOp delle vecchie BBS effettuavano controlli sui file disponibili per verificare che non vi fosse materiale illegale. Per velocizzare le ricerche, solitamente, non esaminavano file per file bensì effettuavano ricerche sui nomi. Il l33t era un modo valido per rendere il file riconoscibile a chi lo cercasse, mentre sfuggiva alle ricerche dei SysOp.
Leet è usato anche come sinonimo di bravura fuori dall'ordinario, nell'ambito dei videogiochi online e dell'hacking.

## L'alfabeto
L'alfabeto leet non è un alfabeto univoco e ci sono più varianti per ogni tipo di lettera e quindi è molto "aperto". Alcuni segni però possono indicare più lettere ( /\/\ potrebbe essere una M come due A), e spesso non vengono usati tutti i caratteri speciali mostrati qui di seguito, ma solo le cifre.

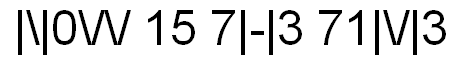
Now is the time

- A: 4, /\, @, /-\, ^, ä, ª, aye, ∂, Fl, O, Δ, Λ
- B: 8, 6, 13, |3, ß, P>, |:, !3, (3, /3, )3, Б, б
- C: [, ¢, <, (, ©
- D: |), o|, [), I>, |>, ?, T), /), Д, |7, 7
- E: 3, &, £, ë, [-,  €, ê, |=-, Ξ, Σ, ε
- F: 4, |=, ƒ, |#, i=, ph, /=, =
- G: 6, &, (_+, 9, C-, gee, (γ, б,
- H: 4, #, /-/, [-], ]-[, )-(, (-), :-:, |~| {=}, <~>, |-|, ]~[, }{ , ]-[, ?, }-{, Ю
- I: 1, !, |, &, eye, 3y3, ï, ][, [], ¡
- J: _|, ;, _/, </, (/, ¿
- K: X, |<, |{, ]{, }<, /< , |(, Ж
- L: 2, £, 7, 1_, |, |_, #, l, i, \_
- M: M, m, //., |v|, [V], {V}, |\/|, /\/\, (u), []V[], (V), (\/), /|\, Μ, М, м, /V\,
- N: //, ^/, |\|, |/|, /\/, [\], , <\>, {\}, []\[], И, n,/V, ₪, Й
- O: 0, (), ?p, [], *, ö, Ø, Ө, Ф, 9
- P: |^, |*, |o, |º, |^(o), |>, |", 9, []D, |̊, |7 |°, ?
- Q: [,], (_,), ()_, 0_, <|, O-, Ø, Ф
- R: |2, P\, |?, /2,|^, lz, ®, [z, 12, Я, 2, |>\
- S: 5, 2, $, z, §, ehs, es
- T: 7, +, -|-, 1, '][', "|", †, ₮
- U: (_), |_|,|.|, v, ü Ü, Ц, V
- V: \/, \_/, \./
- W: \/\/, vv, '//, \^/, (n), \V/, \//, \X/, \|/, \_|_/, \_:_/, \x/, I_l_I, Ш, VV
- X: ><, Ж, }{, )(, ×
- Y: '-/, j, `/, \|, Ý, ÿ, ý, Ŷ, ŷ, Ÿ, Ϋ, Υ, Ψ, φ, λ, Ұ, ұ, ў,  ץ ,צ, -), Ч, ¥
- Z: 2, ~\_, ~/_,7_, %, Σ

## Grammatica

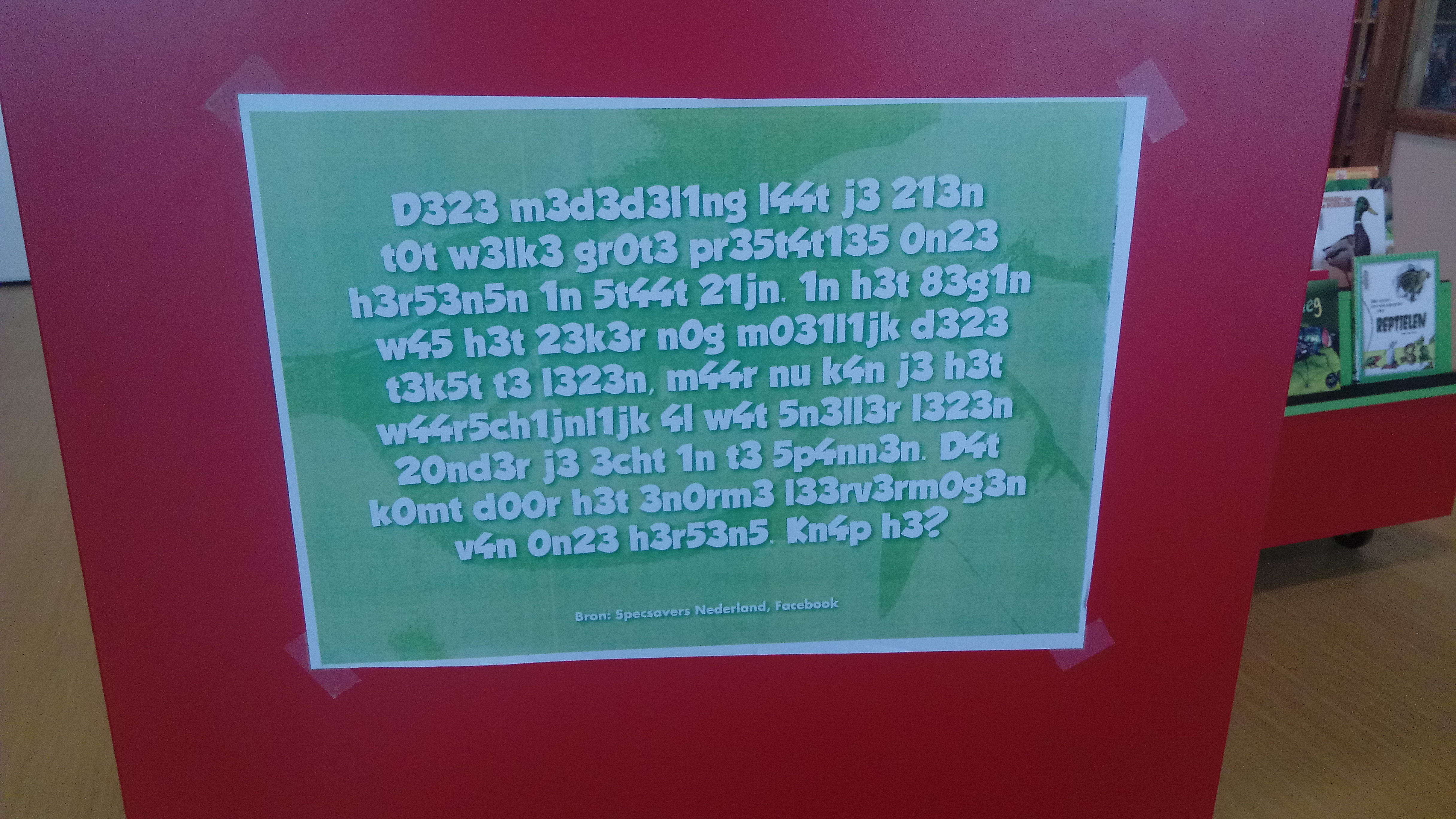
Un poster scritto in lingua olandese in versione da leet all'interno di una biblioteca per bambini nel villaggio di Groninger di Oude Pekela

Il leet ha anche alcune regole grammaticali che modificano non solo l'alfabeto. Queste regole sono però usate quasi esclusivamente nel leet inglese (in italiano, per esempio, non esistono parole che finiscono in -er eccetto "per").

### Parole che terminano in-ed
La desinenza -ed delle parole inglesi viene sostituita dalla lettera -t o talvolta la e viene apostrofata e la desinenza diventa -'d.
Esempio: pwned -> pwnt o pwn'd

### Parole che terminano in-ere-cker
La desinenza -er delle parole inglesi viene sostituita dalla desinenza -or, solitamente scritta -0r. Nelle parole che terminano in -cker, il suono ck viene sostituito da una x.
Esempio: hacker -> h4x0r (haxor)

### Il suffisso-ness
Il suffisso -ness  viene semplicemente sostituito da -age.
Esempio: speakness -> 5p34k4g3 (speakage)

### Singole parole
Alcune parole precise hanno un loro corrispondente leet:
- owned -> pwnd. La trasformazione della o in p è dovuta alla sua posizione nella tastiera.
- I (pronome) -> eye o 3y3.
- you (pronome) -> joo o j00 o più raramente y3w.
- the -> teh. Un altro cambiamento derivato da un errore di battitura frequente.

## Esempi
Parole tipiche:
- 31337 (Eleet, ovvero Elite)
- c140 (ciao)
- h4xor (hacker)
- |_4/\/\3r (Lamer)
- (4L(10 ("calcio")

Esempi di frasi:
- 1 rUL3 7h1z w0rLd (I rule this world, ovvero Io domino questo mondo o Qui comando io)
- j00 suXx0rz, my 5w0rD 1s uB3r-l33t!!!!1!!!111!! Y3573Rd4y 1 r34lLy pwnz0r3d j00, n00b!!!11!!!!11111 (You suckers, my sword is uber-leet! Yesterday I really defeated you, noob!, ovvero Schiappe, la mia spada è potentissima! Ieri vi ho battuto alla grande, pivelli!)
- h4xX0r r0XxOr, n00bz 5uXX0rZ!!!!11 Ey3 4m teh k3wl d00d!!!1 (Hacker rocker, noobs suckers! I am the cool dude!, ovvero Gli hacker regnano [spaccano], i novellini fanno schifo! Io sono il ragazzo figo!!!)
- Qu3570 è un 353mp10 d1 5(r177ur4, r135(1 4 (4p1r3 |0 573550? (Questo è un esempio di scrittura, riesci a capire lo stesso?)
- [,]Ц35+4 3’ Ц|\|4 =Я453 !|\| 1337 53|\|%4 Ц|\|4 60((14 |7! 42=483+0 2471|\|0!!! (Questa é una frase in leet senza una goccia di alfabeto latino!!!)

Anche Google ha una versione in leet (xx-hacker).
È stato utilizzato nel titolo dell'album 23 6451 dell'artista italiano Thasup del 2019.